# Sebastapistes bynoensis
Sebastapistes bynoensis és una espècie de peix pertanyent a la família dels escorpènids.

## Descripció
- Fa 12 cm de llargària màxima.[5][6]

## Hàbitat
És un peix marí, associat als esculls de corall i de clima subtropical.

## Distribució geogràfica
Es troba al mar Roig i les illes Ryukyu.

## Observacions
És inofensiu per als humans.